# محمدباقر آصف‌زاده
محمدباقر آصف زاده فرزند میرزا هادی، نوه آصف التجار قزوینی، دبیر بازنشسته مراکز آموزشی قزوین از نقاشان و شاعران و محققان شهر قزوین است. پدر و اجدادش از بازرگانان قزوین بوده و اکثر آنان خطی خوش و در نوشتن دست داشته‌اند.">فرهنگ ناموران معاصر ایران</ref>
وی در مهرماه سال ۱۳۰۲ هجری شمسی در خیابان سپه قزوین (کوچه بایندر) دیده به جهان گشوده و از همان دوران کودکی و نوجوانی ضمن تحصیل، از نقاشی، شعر و موسیقی غافل نماند. پس از دوره دبیرستان، به مطالعه آثار نقاشان جهان پرداخت و با سبک‌های مختلف نقاشی آشنا شد. محمدباقر آصف زاده در بهمن ماه ١٣٩١، پس از طی یک دوره بیماری در سن ٨٩ سالگی در قزوین درگذشت.

## گزیده‌ای از فعالیت‌های هنری

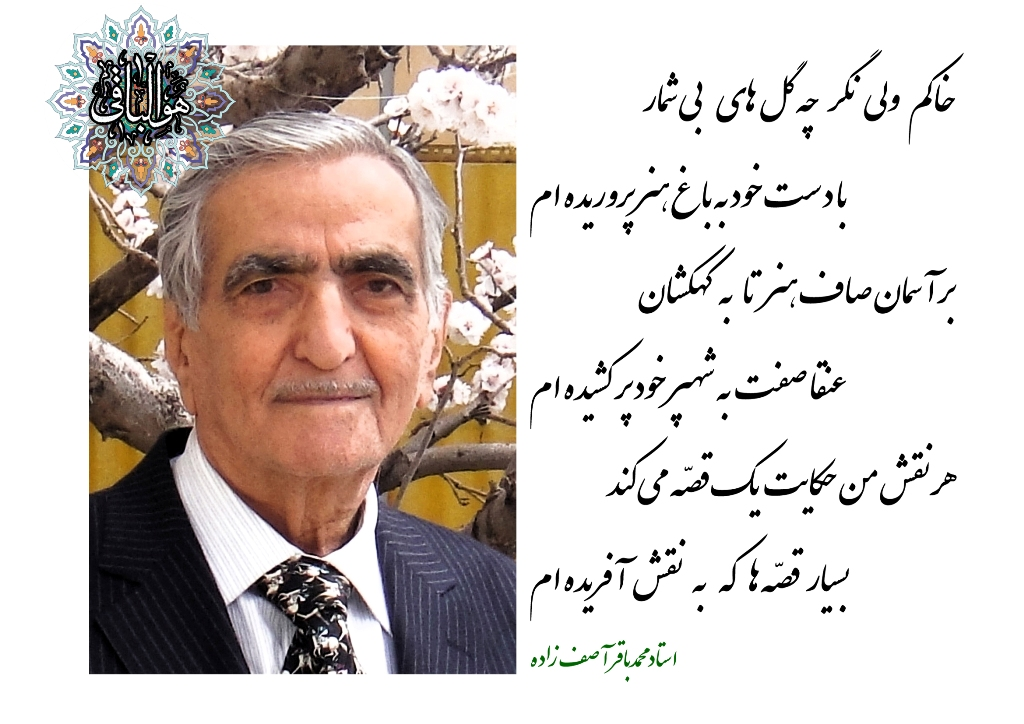
قسمتی از شعر محمد باقر آصف زاده با عنوان «تا زنده ام مرا نشناسی تو ای رفیق» از کتاب تابلوهای تصویر نشده

آصف زاده با ممارست توانست مهارت بسیار در هنر نقاشی کسب کند. وی در زمان دبیری هنر در دبیرستان‌ها، دانش سراها و مراکز تربیت معلم قزوین، سرپرست انجمن‌های نقاشی مراکز آموزشی قزوین بود. همچنین سمت سرپرستی نمایشگاه‌های نقاشی و مربی هنری اردوهای بزرگ تربیتی کشور را بر عهده داشت و از اعضای شورای فنی نشان‌های آموزشی لیاقت پیشاهنگان قزوین و مدرس هنر کلاس‌های کارآموزی دبیران و معلمان تربیت معلم کل کشور در مراکز استان‌ها و شهرستان‌ها بود. محمد باقر آصف زاده به جهت فعالیت‌های فرهنگی و هنری خود به دریافت گواهی‌نامه شایستگی نقاشی از اداره کل هنرهای زیبای کشور و گواهی نامه درجه ممتاز نقاشی از اداره کل آموزش هنری وزارت فرهنگ و هنر نایل گردید.
دیگر مشاغل وی عبارتند از: عضو همکار شورای نویسندگان نشریه معلم تربیت معلم کل کشور، سرپرستی بخش هنرهای تجسمی در انجمن هنری آوای قزوین، سرپرستی کلاس‌های نقاشی و طراحی خانه فرهنگ قزوین، همکار هفته نامه‌های صدای قزوین، نوروز قزوین، نجات قزوین و بعضی از جراید کشور با ارائه پژوهش‌های هنری و تاریخی در قالب مقاله و نیز سرودن شعر و بعضاً گفتن مطالب طنز، سرپرست شورای بنیان‌گذاری مسابقات هنری بین هنرجویان از سال ۱۳۳۸ هجری خورشیدی به بعد، پایه‌گذار و سرپرست آموزشگاه نقاشی آصف زاده از سال ۱۳۴۱، همکاری مستمر و نزدیک با جمعیت شیر و خورشید دیروز و هلال احمر امروز و…

آصف زاده در برگزاری بیش از ۲۰۰ نمایشگاه از آثار خود و شاگردان تحت تعلیمش در شهرهایی چون قزوین، ارومیه، تهران، رامسر، کاشان، همدان، مشهد و تبریز مشارکت فعال داشته و از طریق تلویزیون آموزشی (وزارت آموزش و پرورش) نیز برنامه‌های آموزش نقاشی برگزار کرده‌است. مدتی با حوزه هنری سازمان تبلیغات اسلامی مرکز تبریز همکاری داسته است و در سال‌های اخیر نیز با حوزه هنری قزوین و اداره کل فرهنگ و ارشاد اسلامی استان همکاری دارد. مقالات اخیر وی در روزنامه‌های ولایت، حدیث، مینودر، تابان و مادران و دختران و فصلنامه‌های اداره کل بهزیستی، دریچه هنر و دروازه بهشت اداره کل فرهنگ و ارشاد اسلامی و مینوی خرد تربیت معلم شهید رجایی استان قزوین دیده می‌شود.
| کلیپ تصویری، مدت: ١٤ دقیقه                                     |
| -------------------------------------------------------------- |
| بزرگداشت استاد محمدباقر آصف زاده در نخستین جشنواره طراحی قزوین |

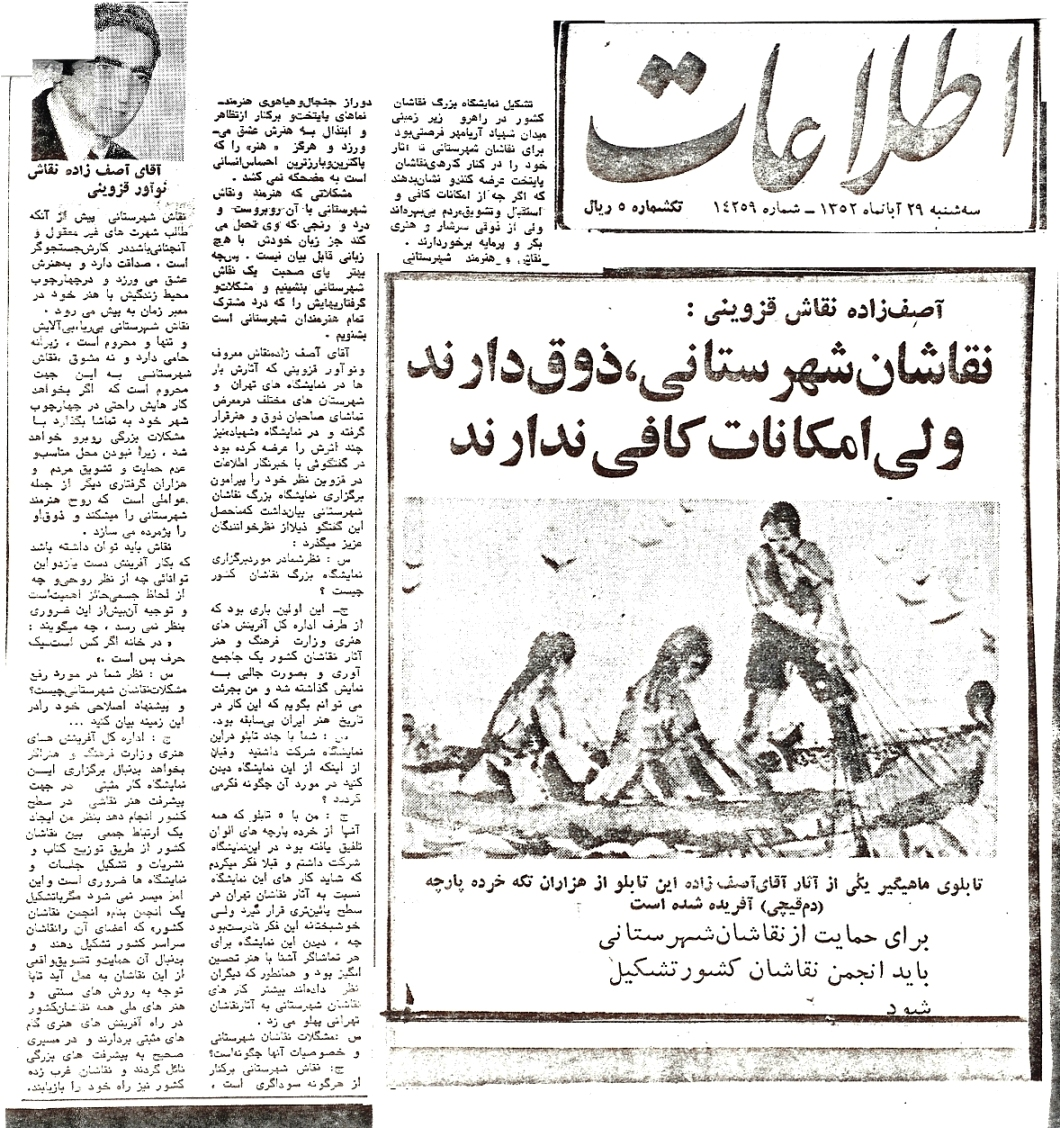
مصاحبه روزنامه اطلاعات، ۱۳۵۲

برای دیدن یا دریافت کلیپ، بر روی نوشته بالا کلیک نمایید

آصف زاده در فستیوال‌های خارجی هم چون فستیوال نقاشی و کاریکاتور بیروت، فرانسه، بلژیک، لهستان، مصر و کره جنوبی شرکت داشته‌است. این هنرمند، به تاکنون به دریافت بالغ بر ۲۵۰ تقدیرنامه و چندین جایزه از طرف مقامات داخلی و خارجی نایل آمده‌است. هم چنین در سومین جشنواره شهید رجایی به عنوان بازنشسته نمونه کشوری برگزیده شده و اخیراً نیز در میان تمامی دبیران و معلمان پژوهشگر و شایسته استان از طرف سازمان آموزش و پرورش، با حداکثر امتیاز به عنوان چهره ماندگار ملی انتخاب شده‌است. به علاوه در سال ۱۳۸۷ به عنوان پیشکسوت نمونه کشوری برگزیده شده و از سوی ریاست جمهور مورد تقدیر قرار گرفته‌است. علاوه بر این در مراسم تجلیل از او در سومین جشنواره نقاشی استان قزوین در آبان ماه سال ۱۳۸۸از وی به خاطر بالغ بر نیم قرن تلاش و فعالیت‌های هنری تقدیر و تشکر شده‌است. هم چنین بزرگداشت  استاد محمدباقر آصف زاده به عنوان هنرمندی صاحب سبک و بدعت‌گذار سبک آصفیسم با استفاده از خرده پارچه برای خلق آثار هنری در در اسفندماه سال ۱۳٩١ و در اختتامیه اولین دوسالانه طراحی قزوین برگزار گردید. در این مراسم در خصوص آخرین اقدامات انجام شده برای ثبت مالکیت معنوی آثار و نیز سبک منحصر به فرد محمدباقر آصف زاده از سوی اداره کل فرهنگ و ارشاد اسلامی استان قزوین اطلاع رسانی گردید.

## ذوق آزمایی در سبک‌های مختلف هنری و ابداع سبک نقاشی با خرده پارچه
محمد باقر آصف زاده تقریباً در تمامی سبک‌های نقاشی به ذوق‌آزمایی و خلق آثار پرداخته است. این در حالی است که این هنرمند خود را مبدع سبک نقاشی با خرده پارچه‌های دم قیچی می‌داند و با ابداع این روش نشان داده است که با چیزهای بسیار ساده و موادی که به ظاهر بی مصرف می‌نماید، می‌توان آثار هنری آفرید. وی با برگ درخت، تراشه‌های مداد، پوست پیاز، خرده پارچه، تکه‌های کوچک کاغذ رنگی و گاه فقط با تکه پارچه‌های رنگارنگ آثار و تابلوهایی خلق کرده‌است. آصف زاده معتقد است برای آفریدن تابلویی هنرمندانه بهره‌گیری از رنگ و قلم مو ضرورت ندارد. تابلوهای «تلاش ماهیگیر»، «راهی به الموت»، «منظره‌ای از شمال»، «پرنده تنها»، «دختری از روستا»، «آشیانه لک لک‌ها»، «غیبت» و «زمستان» از معروفترین آثار وی به این سبک بوده که از کنار هم گذاشتن صدها و شاید هزاران خرده پارچه خلق شده‌اند. در فستیوال بین‌المللی نقاشی در کشور فرانسه، که آثار هنرمندان برجسته اکثر کشورهای جهان در آن به نمایش درآمده بود، یکی از مهم‌ترین جوایز فستیوال، یعنی دیپلم جایزه ملی دولت فرانسه، برای ابداع سبک نقاشی با خرده پارچه‌های دم قیچی به آصف زاده هنرمند ایرانی تعلق گرفت.
هنردوستان و هنرمندان خارجی از این سبک تحت عنوان «آصفیسم» نیز یاد کرده‌اند. لازم به ذکر است که او بارها و در خصوص تبیین این شیوه هنری بر منحصر به فرد بودن و متفاوت بودن آن نسبت به روش «کلاژ» یا «چسبانه‌کاری» تأکید داشته‌اند، روشی که بعضاً به خلق آثار هنری نسبتاً سطحی نیز می‌انجامد.
بیشتر آثار آصف زاده، حاصل تخیل است ولی برای خلق آن‌ها از محیط شهر و روستا الهام گرفته‌است. رنگ‌های گرم و درخشان تابلوهای او حاکی از احساسی است که خود آن را مکاشفه نام می‌نهد. موضوع تابلوهای او بیشتر محیط شهر و روستا و نمایانگر حرکت، کوشش، حیات و نشاط است، در این تابلوها بیشتر از قوه خیال و احساس مدد گرفته و شباهت دقیق به طبیعت را کمتر مورد توجه قرار داده است. درختان، پرندگان، گل‌های رنگارنگ، آبگیرها و کوچه‌های قدیمی جایگاه ویژه‌ای در آثار وی برای بیان احساسات هنرمندانه دارند. آثار نقاشی برجای مانده این هنرمند در حال حاضر بالغ بر ۲۰۰ تابلو با موضوعات مختلف است که در کنار آن‌ها طرح‌ها و نقش‌های رنگی و سیاه قلم نیز قرار دارند. محمد باقر آصف زاده تمامی این آثار را متعلق به مردم ایران دانسته و به ایشان هدیه کرده‌است.
| مصاحبه رادیویی، سال ١٣٨٣، مدت: ٤٥ دقیقه         |
| ----------------------------------------------- |
| محمدباقر آصف زاده، نقاش معاصر در برنامه چهره ها |

برای شنیدن یا دریافت فایل صوتی مصاحبه، بر روی نوشته بالا کلیک نمایید

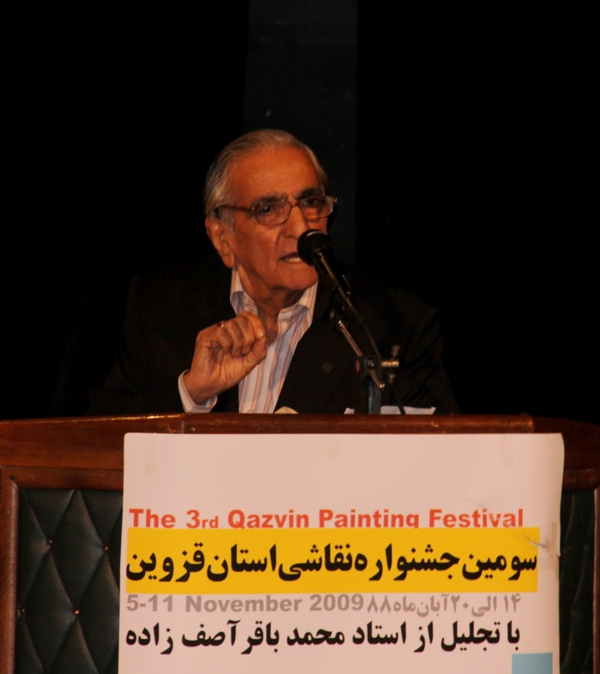
سخنرانی محمد باقر آصف زاده در مراسم تجلیل در سومین جشنواره نقاشی استان قزوین، ۱۳۸۸
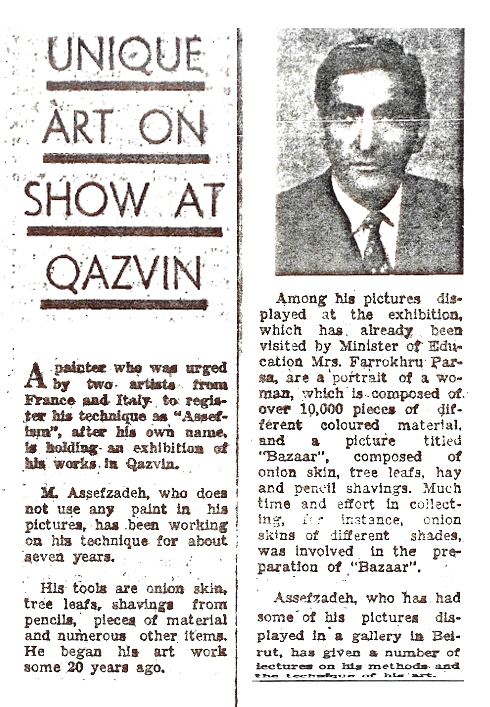
بازتاب نمایشگاه آثار محمد باقر آصف زاده به سبک نقاشی با خرده پارچه و اطلاق عنوان «آصفیسم» به آن، ۱۳۵۰
محمدباقر آصف زاده و اثر «دختر روستایی» با سبک نقاشی با خرده پارچه (آصفیسم)، ۱۳٨٢

## درگذشت

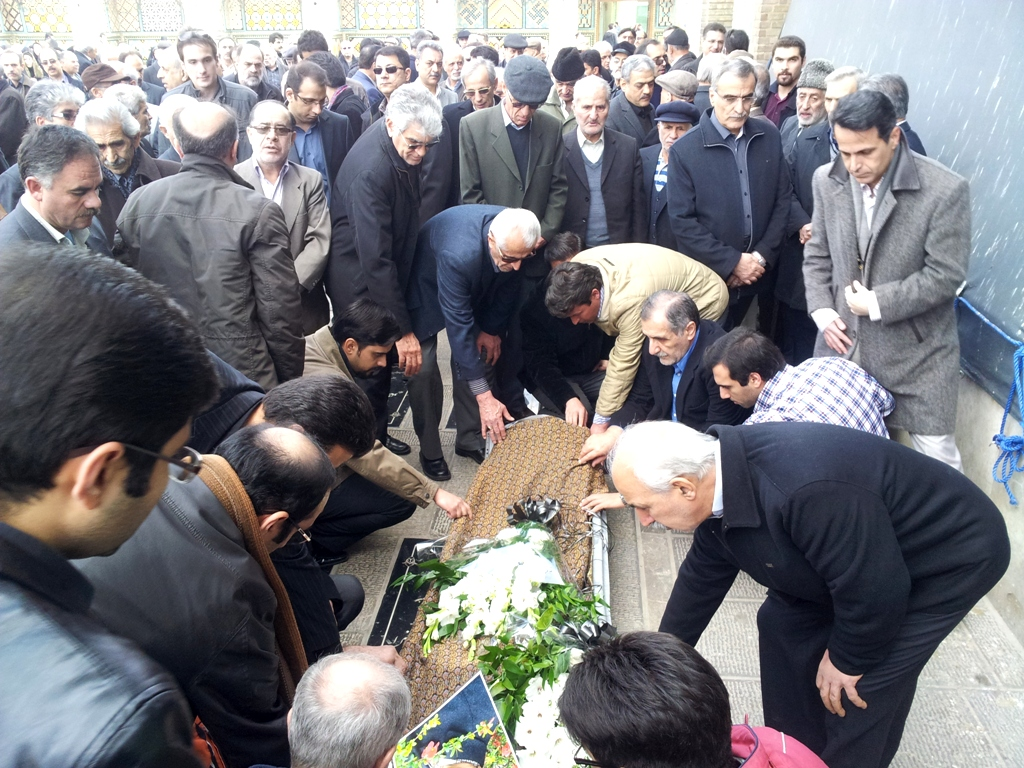
تشییع استاد محمدباقر آصف زاده از مقابل امامزاده حسین ابن علی ابن موسی الرضا (ع)، ٦ بهمن ١٣٩١، قزوین

مزار محمدباقر آصف زاده در بهشت فاطمه (س)، قزوین

محمدباقر آصف زاده در بهمن ماه ۱۳۹۱، پس از طی یک دوره بیماری در سن ۸۹ سالگی در قزوین درگذشت. پیکر او ۶ بهمن ماه ۱۳۹۱ از مقابل امامزاده حسین ابن علی ابن موسی الرضا (ع) تشییع شد.
شعر «گذشت عمر» از استاد محمدباقر آصف زاده
| گذشت عمر منِ نقشگر، چو آب گذشت        |  | هزار شکر، که با نقش و با کتاب گذشت |
| گذشت هرچه در این کوره راه بود و نبود |  | که برکه‌های امیدم چنان سراب گذشت    |
| به افتخار به چندین هنر شدم سرشار     |  | که چهره ام متعارف شد از نقاب گذشت  |
| بر آسمان هنر روح می‌کند پرواز         |  | ولی چه سود که این عمر با شتاب گذشت |
| ندا رسید که «آصف» غروب نزدیک است     |  | نظاره کن تو به رُخبام آفتاب گذشت    |
| حدیث عشق و جوانی برون کن از سر خویش  |  | که دور پیری ما همچنان شباب گذشت    |
| به پیر میکده گفتم که عمر ما چونست    |  | بگفت آب روان بود و چون حباب گذشت   |
| غمین مباش که روزت به شام نزدیک است   |  | که روزگار تو با نقش و با کتاب گذشت |

## گزیده‌ای از تالیفات
1. تاریخ وسایل سمعی بصری در ایران و روش‌های کمک آموزشی، ۱۳۵۰؛
2. راهنمای تعلیم نقاشی برای مدراس ابتدایی، ۱۳۵۳؛
3. راهنمای تعلیم نقاشی برای دبیرستان‌ها و دانشسراها، ۱۳۵۳؛
4. هنر و آموزش آن برای تدریس در دانشسراهای کشور (دو جلد)، ۱۳۵۷؛
5. دنیای رنگ‌ها (شامل ساختن و بکار بردن تمامی رنگ‌های هنری و...)، ۱۳۷۰؛
6. دنیای نقاشی (شامل تشریح سبک‌ها و مکتب‌های نقاشی جهان)، ۱۳۷۲؛
7. قزوین در گذرگاه هنر (شامل تاریخ هنر و هنرمندان قزوین در رشته‌های مختلف)، ۱۳۷۶؛
8. تابلوهای تصویر نشده (شامل برگزیده اشعار و سروده‌ها)، ۱۳۷۶؛
9. رنگ و زندگی (تجدید چاپ توسط دانشگاه علوم پزشکی قزوین)، ۱۳۸۳؛
10. پویایی در هنر (شامل ۱۱۰ تابلو برگزیده از آثار نقاشی ایشان)، ۱۳۸۶؛
11. یادها و خاطره‌ها (شرحی از رویدادها و وقایع دوران زندگی)، ۱۳۸۷؛